# Жарко
Жарко је српско мушко име. Осим код Срба, користи се и код других јужнословенских народа, нарочито код Словенаца и Хрвата.
Основа имена је ријеч жар или жарити. Одражава жељу родитеља да њихов син „сја, бљешти, зрачи као жар“.
Име Жарко јавља се међу 100 најчешћих имена код Срба, а код Хрвата и Словенаца у групи од 200 најчешћих имена.

## Изведена имена
Мушкарац по имену Жарко најчешће добија надимке Жаре, Жара, Жака. Изведено женско име је Жарка, а јавља се знатно рјеђе од мушког имена.
Код Срба се јавља патронимско презиме Жарковић, а код других народа се јављају облици Жарков и Жарковски.

## Познати са именом Жарко
- Жарко Лаушевић, српски глумац
- Жарко Паспаљ, српски кошаркаш
- Жарко Зрењанин, народни херој
- Жарко Кораћ, српски политичар
- Жарко Требјешанин, српски психолог
- Жарко Радић, хрватски глумац